# Saison 1 de Mom
Chronologie
Saison 2
Cet article présente le guide des épisodes de la première saison de la série télévisée américaine Mom.

## Généralités
- Le 18 octobre 2013, CBS a commandé neuf épisodes supplémentaires pour une saison complète, portant la saison à 22 épisodes[2].
- Au Canada, la série est diffusée en simultané sur le réseau Citytv[3].

## Synopsis
La série raconte l'histoire d'une mère célibataire qui, après son combat contre l'alcool, décide de refaire sa vie à Napa Valley en Californie.

## Distribution

### Acteurs principaux
- Anna Faris (VF : Ingrid Donnadieu) : Christy Plunkett
- Allison Janney (VF : Marie Vincent) : Bonnie Plunkett, mère de Christy
- Nate Corddry (VF : Franck Lorrain) : Gabriel, patron de Christy
- Matt L. Jones (VF : Jérôme Pauwels) : Baxter, ex-mari de Christy
- Sadie Calvano (VF : Jessica Monceau) : Violet, fille de Christy
- Blake Garrett Rosenthal (VF : Oscar Pauwels) : Roscoe, fils de Christy et Baxter
- Spencer Daniels (VF : Brice Ournac) : Luke, petit-ami de Violet
- French Stewart (VF : Laurent Morteau) : Chef Rudy

### Acteurs récurrents
- Reggie De Leon : Paul
- Mimi Kennedy(VF : Brigitte Virtudes) : Marjorie Armstrong
- Octavia Spencer (VF : Marie Lenoir) : Regina[4]
- Kevin Pollak (VF : Vincent Violette) : Alvin Lester Biletnikoff[5] (dès l'épisode 14)

### Invités
- Courtney Henggeler (VF : Véronique Borgias) : Claudia (prononcé « Clowdia ») (épisodes 1 et 8)
- Justin Long (VF : Patrick Mancini) : Adam[4] (épisodes 3, 6 et 8)

## Épisodes

### Épisode 1:Mère dans tous ses états
- États-Unis /  Canada : 23 septembre 2013 sur CBS[6] / Citytv
- France : 9 janvier 2016 sur Comédie +[7]
- Québec : 7 janvier 2019 sur VRAK.TV[8]

- États-Unis : 7,99 millions de téléspectateurs[9] (première diffusion)

- David de Lautour (Greg)
- Courtney Henggeler (Claudia)
- Reggie De Leon (Paul)
- Duane Shepard Sr (Al)

### Épisode 2:Le Test
- États-Unis /  Canada : 30 septembre 2013 sur CBS / Citytv
- France : 9 janvier 2016 sur Comédie +
- Québec : 7 janvier 2019 sur VRAK.TV

- États-Unis : 7 millions de téléspectateurs[10] (première diffusion)

- Shane Blades (William)
- George Paez (Ramone)
- Kristen O'Meara (Dolores)
- Jill Lover (Carla)
- Kotaro Watanabe (Dr Nakamura)
- Mark Berry (Douglas)
- Lyn Alicia Henderson (Susan)

### Épisode 3:Maladresses
- États-Unis /  Canada : 7 octobre 2013 sur CBS / Citytv
- France : 9 janvier 2016 sur Comédie +
- Québec : 14 janvier 2019 sur VRAK.TV

- États-Unis : 6,86 millions de téléspectateurs[11] (première diffusion)

- Justin Long (Adam)
- Reggie De Leon (Paul)
- Dorian Brown (Betsy)
- Aubyn Philabaum (Lisa)

### Épisode 4:À qui la faute?
- États-Unis /  Canada : 14 octobre 2013 sur CBS / Citytv
- France : 9 janvier 2016 sur Comédie +
- Québec : 14 janvier 2019 sur VRAK.TV

- États-Unis : 7,44 millions de téléspectateurs[12] (première diffusion)

- Reggie De Leon (Paul)
- Mimi Kennedy (Marjorie)
- Matt Cook (Geoff)
- Jim Holmes (Wayne)
- Christopher Darga (Customs Agent)

### Épisode 5:Les Bons Samaritains
- États-Unis /  Canada : 21 octobre 2013 sur CBS / Citytv
- France : 9 janvier 2016 sur Comédie +
- Québec : 21 janvier 2019 sur VRAK.TV

- États-Unis : 7,28 millions de téléspectateurs[13] (première diffusion)

- Reggie De Leon (Paul)
- Octavia Spencer (Regina)
- Raymond Ma (Husband)
- Tiley Chao (Wife)

### Épisode 6:Abstinence
- États-Unis /  Canada : 28 octobre 2013 sur CBS / Citytv
- France : 16 janvier 2016 sur Comédie +
- Québec : 21 janvier 2019 sur VRAK.TV

- États-Unis : 6,64 millions de téléspectateurs[14] (première diffusion)

- Justin Long (Adam)
- Reggie De Leon (Paul)
- Mimi Kennedy (Marjorie)

### Épisode 7:Bouffée d'hormones
- États-Unis /  Canada : 4 novembre 2013 sur CBS / Citytv
- France : 16 janvier 2016 sur Comédie +
- Québec : 28 janvier 2019 sur VRAK.TV

- États-Unis : 7,38 millions de téléspectateurs[15] (première diffusion)

- Nick Searcy (Nathan)
- Lauren Bowles (Mary)
- Robb Derringer (Vic)

### Épisode 8:Week-end romantique
- États-Unis /  Canada : 11 novembre 2013 sur CBS / Citytv
- France : 16 janvier 2016 sur Comédie +
- Québec : 28 janvier 2019 sur VRAK.TV

- États-Unis : 6,96 millions de téléspectateurs[16] (première diffusion)

- Justin Long (Adam)
- Reggie De Leon (Paul)
- Courtney Henggeler (Claudia)
- Victoria Oscar (Woman)

### Épisode 9:Comme on pisse au lit, on se couche
- États-Unis /  Canada : 18 novembre 2013 sur CBS / Citytv
- France : 16 janvier 2016 sur Comédie +
- Québec : 4 février 2019 sur VRAK.TV

- États-Unis : 6,82 millions de téléspectateurs[17] (première diffusion)

- Mimi Kennedy (Marjorie)
- Reggie De Leon (Paul)
- Octavia Spencer (Regina)

### Épisode 10:Cohabitation
- États-Unis /  Canada : 25 novembre 2013 sur CBS / Citytv
- France : 16 janvier 2016 sur Comédie +
- Québec : 4 février 2019 sur VRAK.TV

- États-Unis : 7,36 millions de téléspectateurs[18] (première diffusion)

### Épisode 11:Amies pour la vie
- États-Unis /  Canada : 2 décembre 2013 sur CBS / Citytv
- France : 23 janvier 2016 sur Comédie +
- Québec : 11 février 2019 sur VRAK.TV

- États-Unis : 7,68 millions de téléspectateurs[19] (première diffusion)
- Canada : 1,121 million de téléspectateurs[20] (première diffusion + différé 7 jours)

- Mimi Kennedy (Marjorie)
- Reggie De Leon (Paul)
- Matt Roth (Jerry)
- Peter Porte (Dr Huss)

### Épisode 12:Grosse cylindrée et tomates cerises
- États-Unis /  Canada : 16 décembre 2013 sur CBS / Citytv
- France : 23 janvier 2016 sur Comédie +
- Québec : 11 février 2019 sur VRAK.TV

- États-Unis : 7,44 millions de téléspectateurs[21] (première diffusion)
- Canada : 991 000 téléspectateurs[22] (première diffusion + différé 7 jours)

- Reggie De Leon (Paul)

### Épisode 13:À l'aide
- États-Unis /  Canada : 13 janvier 2014 sur CBS[23] / Citytv
- France : 23 janvier 2016 sur Comédie +
- Québec : 18 février 2019 sur VRAK.TV

- États-Unis : 8,50 millions de téléspectateurs[24] (première diffusion)

- Reggie De Leon (Paul)

### Épisode 14:Confiance détruite
- États-Unis /  Canada : 20 janvier 2014 sur CBS / Citytv
- France : 23 janvier 2016 sur Comédie +
- Québec : 18 février 2019 sur VRAK.TV

- États-Unis : 8,27 millions de téléspectateurs[25] (première diffusion)

- Kevin Pollak (Alvin)

### Épisode 15:Mon père, ce zéro
- États-Unis /  Canada : 27 janvier 2014 sur CBS / Citytv
- France : 30 janvier 2016 sur Comédie +
- Québec : 25 février 2019 sur VRAK.TV

- États-Unis : 9,58 millions de téléspectateurs[26] (première diffusion)
- Canada : 1,147 million de téléspectateurs[27] (première diffusion + différé 7 jours)

- Mimi Kennedy (Marjorie)
- Kevin Pollak (Alvin)
- Bob Stephenson (Edward)
- Jordan Dunn (Jackie)
- David Ury (Randy)
- Zachary Stockdale (Douglas)
- Isabella Watts (Lisa)
- Steven Banks (Waiter)

### Épisode 16:Nietzscheet Bière à gogo
- États-Unis /  Canada : 3 février 2014 sur CBS / Citytv
- France : 30 janvier 2016 sur Comédie +
- Québec : 25 février 2019 sur VRAK.TV

- États-Unis : 9,11 millions de téléspectateurs[28] (première diffusion)
- Canada : 1,268 million de téléspectateurs[29] (première diffusion + différé 7 jours)

- Nick Zano (David)
- Mary Pat Gleason (Mary)
- Jack Impellizzeri (Pompier #1)
- Marcus Folmar (Pompier #2)
- Ron Rogge (Pompier #3)

### Épisode 17:Au feu les pompiers
- États-Unis /  Canada : 24 février 2014 sur CBS / Citytv
- France : 30 janvier 2016 sur Comédie +
- Québec : 4 mars 2019 sur VRAK.TV

- États-Unis : 7,25 millions de téléspectateurs[30] (première diffusion)

- Octavia Spencer (Regina)
- Nick Zano (David)
- Tiffany Dupont (Alicia)
- Jim Jansen (Juge Dugan)
- Bob Glouberman (Mr. Davenport)

### Épisode 18:Baby shower
- États-Unis /  Canada : 3 mars 2014 sur CBS / Citytv
- France : 30 janvier 2016 sur Comédie +
- Québec : 4 mars 2019 sur VRAK.TV

- États-Unis : 8,42 millions de téléspectateurs[31] (première diffusion)

- Reggie De Leon (Paul)
- Brian Stepanek (Fred)
- Rizwan Manji (Dr Bellin)
- Sloane Avery (Mindy)
- Peter Banifaz (Old Roscoe)

### Épisode 19:Dérapages
- États-Unis /  Canada : 17 mars 2014 sur CBS / Citytv
- France : 6 février 2016 sur Comédie +
- Québec : 11 mars 2019 sur VRAK.TV

- États-Unis : 7,05 millions de téléspectateurs[32] (première diffusion)

- Mimi Kennedy (Marjorie)
- Octavia Spencer (Regina)
- Kevin Pollak (Alvin)
- Alex Désert (Wes)
- Carole Gutierrez (Winifred)

### Épisode 20:Jeux vidéo et adoption
- États-Unis /  Canada : 24 mars 2014 sur CBS / Citytv
- France : 6 février 2016 sur Comédie +
- Québec : 11 mars 2019 sur VRAK.TV

- États-Unis : 7,35 millions de téléspectateurs[33] (première diffusion)

- Don McManus (Steve)
- Ryan Cartwright (Jeff)
- Melissa Tang (Suzanne)
- Lyn Alicia Henderson (Susan)
- Regi Davis (Manager)
- Molly Hawkey (Woman)

### Épisode 21:Rêves brisés et artères bouchées
- États-Unis /  Canada : 31 mars 2014 sur CBS / Citytv
- France : 6 février 2016 sur Comédie +
- Québec : 18 mars 2019 sur VRAK.TV

- États-Unis : 7,27 millions de téléspectateurs[34] (première diffusion)

- Kevin Pollak (Alvin)
- Ryan Cartwright (Jeff)
- Melissa Tang (Suzanne)
- Rob Yang (Dr Butler)
- Ericka Kreutz (Emma)
- Stacy Arnell (Gail)

### Épisode 22:Délivrance
- États-Unis /  Canada : 14 avril 2014[35] sur CBS / Citytv
- France : 6 février 2016 sur Comédie +[36]
- Québec : 18 mars 2019 sur VRAK.TV

- États-Unis : 6,86 millions de téléspectateurs[37] (première diffusion)

- Mimi Kennedy (Marjorie)
- Kevin Pollak (Alvin)
- Ryan Cartwright (Jeff)
- Melissa Tang (Suzanne)
- Rizwan Manji (Dr Bellin)
- Wayne Wilderson (Dr Butler)
- S. Zylan Brooks (Donna)

## Audiences aux États-Unis
| N° d'épisode | Titre original                                    | Titre français                       | Chaîne | Date de diffusion originale | Audience (en millions de téléspectateurs) | Pdm sur les 18-49 ans |
| ------------ | ------------------------------------------------- | ------------------------------------ | ------ | --------------------------- | ----------------------------------------- | --------------------- |
| 1            | Pilot                                             | Mère dans tous ses états             | CBS    | 23 septembre 2013           | 7.99                                      | 2.5                   |
| 2            | A Pee Stick and an Asian Raccoon                  | Le test                              | CBS    | 30 septembre 2013           | 7.00                                      | 2.2                   |
| 3            | A Small Nervous Meltdown and a Misplaced Fork     | Maladresses                          | CBS    | 7 octobre 2013              | 6.86                                      | 2.1                   |
| 4            | Loathing and Tube Socks                           | À qui la faute ?                     | CBS    | 14 octobre 2013             | 7.44                                      | 2.0                   |
| 5            | Six Thousand Bootleg T-Shirts and a Prada Handbag | Les bons samaritains                 | CBS    | 21 octobre 2013             | 7.28                                      | 2.3                   |
| 6            | Abstinence and Pudding                            | Abstinence                           | CBS    | 28 octobre 2013             | 6.64                                      | 2.1                   |
| 7            | Estrogen and a Hearty Breakfast                   | Bouffée d'hormones                   | CBS    | 4 novembre 2013             | 7.38                                      | 2.0                   |
| 8            | Big Sur and Strawberry Lube                       | Week-end romantique                  | CBS    | 11 novembre 2013            | 6.96                                      | 1.9                   |
| 9            | Zombies and Cobb Salad                            | Comme on pisse au lit, on se couche  | CBS    | 18 novembre 2013            | 6.82                                      | 1.9                   |
| 10           | Belgian Waffles and Bathroom Privileges           | Cohabitation                         | CBS    | 25 novembre 2013            | 7.36                                      | 2.3                   |
| 11           | Cotton Candy and Blended Fish                     | Amies pour la vie                    | CBS    | 2 décembre 2013             | 7.68                                      | 2.1                   |
| 12           | Corned Beef and Handcuffs                         | Grosse cylindrée et tomates cerisées | CBS    | 16 décembre 2013            | 7.44                                      | 1.9                   |
| 13           | Hot Soup and Shingles                             | A L'aide                             | CBS    | 13 janvier 2014             | 8.50                                      | 2.2                   |
| 14           | Leather Cribs and Medieval Rack                   | Confiance détruite                   | CBS    | 20 janvier 2014             | 8.27                                      | 1.9                   |
| 15           | Fireballs and Bullet Holes                        | Mon père, ce zéro                    | CBS    | 27 janvier 2014             | 9.58                                      | 2.4                   |
| 16           | Nietzsche and a Beer Run                          | Nietzsche et bière a gogo            | CBS    | 3 février 2014              | 9.11                                      | 2.4                   |
| 17           | Jail, Jail and Japanese Porn                      | Au feu les pompiers                  | CBS    | 24 février 2014             | 7.25                                      | 1.9                   |
| 18           | Sonograms and Tube Tops                           | Baby shower                          | CBS    | 3 mars 2014                 | 8.42                                      | 2.0                   |
| 19           | Toilet Wine and the Earl of Sandwich              | Dérapages                            | CBS    | 17 mars 2014                | 7.05                                      | 1.8                   |
| 20           | Clumsy Monkeys and a Tilted Uterus                | Jeux vidéo et adoption               | CBS    | 24 mars 2014                | 7.35                                      | 1.9                   |
| 21           | Broken Dreams and Blocked Arteries                | Rêves brisés et artères bouchées     | CBS    | 31 mars 2014                | 7.27                                      | 2.2                   |
| 22           | Smokey Taylor and a Deathbed Confession           | Délivrance                           | CBS    | 14 avril 2014               | 6.86                                      | 1.9                   |